# (500622) 2012 UM153
(500622) 2012 UM153 es un asteroide perteneciente al cinturón de asteroides, región del sistema solar que se encuentra entre las órbitas de Marte y Júpiter, descubierto el 13 de octubre de 2012 por el equipo del Spacewatch desde el Observatorio Nacional de Kitt Peak, Arizona, Estados Unidos.

## Designación y nombre
Designado provisionalmente como 2012 UM153. 

## Características orbitales
2012 UM153 está situado a una distancia media del Sol de 3,067 ua, pudiendo alejarse hasta 3,498 ua y acercarse hasta 2,636 ua. Su excentricidad es 0,140 y la inclinación orbital 5,072 grados. Emplea 1962,44 días en completar una órbita alrededor del Sol.

## Características físicas
La magnitud absoluta de 2012 UM153 es 16,8. 